# Стшиґі (Бродницький повіт)
Стшиґі (пол. Strzygi) — село в Польщі, у гміні Осек Бродницького повіту Куявсько-Поморського воєводства.
Населення — 475 осіб (2011).
У 1975-1998 роках село належало до Торунського воєводства.

## Демографія
Демографічна структура станом на 31 березня 2011 року:
|          | Загалом | Допрацездатний вік | Працездатний вік | Постпрацездатний вік |
| -------- | ------- | ------------------ | ---------------- | -------------------- |
| Чоловіки | 238     | 50                 | 162              | 26                   |
| Жінки    | 237     | 48                 | 133              | 56                   |
| Разом    | 475     | 98                 | 295              | 82                   |